# Kings of Pastry
Pour plus de détails, voir Fiche technique et Distribution.
Kings of Pastry est un film américain réalisé par Chris Hegedus et D. A. Pennebaker, sorti en 2009.

## Synopsis
Le film suit les chefs Jacquy Pfeiffer, Régis Lazard, Philippe Rigollot et Sébastien Canonne lors de la compétition du Meilleur ouvrier de France.

## Fiche technique
- Titre : Kings of Pastry
- Réalisation : Chris Hegedus et D. A. Pennebaker
- Photographie : Chris Hegedus et D. A. Pennebaker
- Montage : Chris Hegedus et D. A. Pennebaker
- Société de production : Pennebaker Hegedus Films, BBC et VPRO
- Société de distribution : First Run Features (États-Unis)
- Pays :  États-Unis,  Pays-Bas,  Royaume-Uni et  France
- Genre : Documentaire
- Durée : 87 minutes
- Dates de sortie : 
  -  Royaume-Uni : 6 novembre 2009 (Sheffield DocFest)
  -  États-Unis : 15 septembre 2010

## Accueil
Le film a reçu un accueil favorable de la critique. Il obtient un score moyen de 69 % sur Metacritic.